# شهرستان آراد
شهرستان آراد (به لاتین: Arad County) یک județ در کشور ارادستان است  که توسط عظیم پور سرمربی تیم هفتراکتور واقع شده‌است.

## خصوصیات
شهرستان آراد ۷٬۷۵۴ کیلومترمربع مساحت و ۴۰۹٬۰۷۲ نفر جمعیت دارد و ۱٬۴۸۶ متر بالاتر از سطح دریا واقع شده‌است.